# Royal-Thalasso
Le Royal-Thalasso Barrière ou hôtel Royal est un hôtel français situé au bord de l'océan Atlantique, face à la baie du Pouliguen, à La Baule-Escoublac dans le département de la Loire-Atlantique et la région Pays de la Loire.

## Histoire
La construction du bâtiment dans le quartier Pavie date de 1895.
En 1896, sous l'impulsion d'un avocat parisien, André Pavie, l'institut Verneuil, un centre de traitement, destiné aux enfants tuberculeux y est d'abord installé. Il est censé y héberger les enfants malades des familles aisées. Joseph André  Pavie espère ainsi vendre à ces familles les terrains alentour afin qu'elles y construisent des villas. L'opération n'étant pas un succès, l'institut est transformé en hôtel Royal en 1902.
Le premier casino de La Baule sera implanté dans l'hôtel. Vers 1920, deux ailes sont construites pour agrandir l'établissement.
L'établissement obtient son classement officiel de cinq étoiles le 15 octobre 2009. Puis le 17 juin 2015, ce classement fut renouvelé au nom de l'Hôtel Barrière Le Royal La Baule, pour encore cinq ans.

## Description
La bâtisse présente un intérêt architectural : de style néoroman, elle mêle à l'intérieur un style britannique et le souvenir des bains de mer de la Belle Époque.
L'établissement propose deux restaurants, le Fouquet's et le Ponton (restaurant sur la plage) ainsi qu'un bar, le Marie-Louise. Par ailleurs, le centre de thalassothérapie Thalgo La Baule est directement relié à l'hôtel.